# Léopold Lamontagne
Pour les articles homonymes, voir Lamontagne.
Léopold Lamontagne est un historien, professeur et traducteur né à Mont-Joli, Québec, en 1910 et mort le 21 juin 1998 à Ottawa.

## Biographie
Léopold Lamontagne étudie à l'Université Laval de Québec où il obtint une licence ès-lettres en 1931. À partir de 1934, il enseigne au Séminaire de Rimouski. À la suite du déclenchement de la Seconde Guerre mondiale, il rejoint l'armée canadienne à Rimouski. De 1941 à 1948, il occupe un poste de traducteur au Bureau de la traduction l'armée canadienne à Ottawa tout en poursuivant ses études universitaires. Il atteindra le grade de lieutenant-colonel.
Lamontagne obtient son doctorat de l'Université d'Ottawa en 1944, avec une thèse intitulée: Arthur Buies : chroniqueur, voyageur spasmodique... et bohème incurable. En 1955, il reçoit un second doctorat à l'Université de la Sorbonne avec une thèse qu'il publie ensuite sous le titre "Arthur Buies, homme de lettres". De 1948 à 1955, il est professeur agrégé de littérature française au Royal Military College de Kingtson. Il y occupe également le poste de professeur et de directeur de la Section de langues vivantes de 1956 à 1960. Lors de son séjour à Kingston, Léopold Lamontagne est actif au sein de la communauté francophone, mettant sur pied une école et une paroisse desservant la population franco-ontarienne de près de 5 000 personnes et constituant environ 5% de la population de la ville.
En 1961, il commence à travailler comme professeur de lettres à l'Université Laval. En 1963, il est nommé doyen de la Faculté des Lettres, poste qu'il occupe jusqu'en 1967 où il devient directeur du service d'admission à l'Association des universités et des collèges du Canada. Il prend sa retraite en 1974, mais poursuit l'écriture et la traduction à son propre compte.
Dans ses recherches professionnelles, Léopold Lamontagne s'intéresse notamment à l'histoire militaire (et plus particulièrement au Royal 22e Régiment), aux relations entre francophones et anglophones du Canada, ainsi qu'à l'écrivain Arthur Buies. Il écrit aussi plusieurs essais sur la littérature québécoise en plus de traduire de nombreux ouvrages tels que Histoire de la peinture au Canada (de John Russel Harper) ainsi que le premier volume du Dictionnaire biographique du Canada.
Tout au long de sa carrière, Lamontagne s'implique dans plusieurs associations dont la Modern Language Association of America, le Comité des manifestations historiques du Conseil du Centenaire de la Confédération, la Commission de l'enseignement supérieur du Québec et le Conseil consultatif des districts bilingues. En 1959, il devient membre de la Société Royale du Canada. En 1957, il est récipiendaire du Prix David.

## Œuvres
En plus de rédiger de nombreux articles et études, Lamontagne publie notamment les ouvrages suivants:
- Les archives régimentaires des Fusiliers du Saint-Laurent (1943);
- Arthur Buies, homme de lettres (1957);
- Histoire du Royal 22e Régiment, en collaboration avec le journaliste, historien et démographe Charles-Marie Boissonnault (1964);
- Canada-français d'aujourd'hui (1970);
- Visages de la civilisation au Canada-français: Études Rassemblées par la Société Royale du Canada (1970);
- Kingston: Son héritage français (1995);
- Mes travaux et mes jours: Mémoires (édition posthume en 1999).